# Île Dazhou
L'île Dazhou (communément connue sous le nom de Grande île ou île Teigneuse) est formée par deux petites îles constituant une réserve naturelle d’État, située à environ 5 km au large de la côte de Wanning, dans la province de Hainan, en Chine. Cette zone protégée couvre 4,36 km2, et comprend trois montagnes qui couvrent les deux îles. Ces montagnes, dont la plus haute est de 289 mètres, au-dessus du niveau de la mer, servent de repères de navigation pour les marins depuis la dynastie Tang.

## Géographie
Les îles sont principalement composées de forêts tropicales et de terrains rocailleux.

## Vie sauvage
Ce groupe de deux îles est le foyer de plus d'une centaine de groupes individuels de martinets. Ces martinets, les seules colonies en Chine, nichent dans des grottes. Les nids sont récoltés afin de faire des soupes de nids d'oiseaux.

## Source
- (en) Cet article est partiellement ou en totalité issu de l’article de Wikipédia en anglais intitulé « Dazhou Island » (voir la liste des auteurs).